# ロイコクロリディウム
- レウコクロリディウム
- ロイコクロリディウム

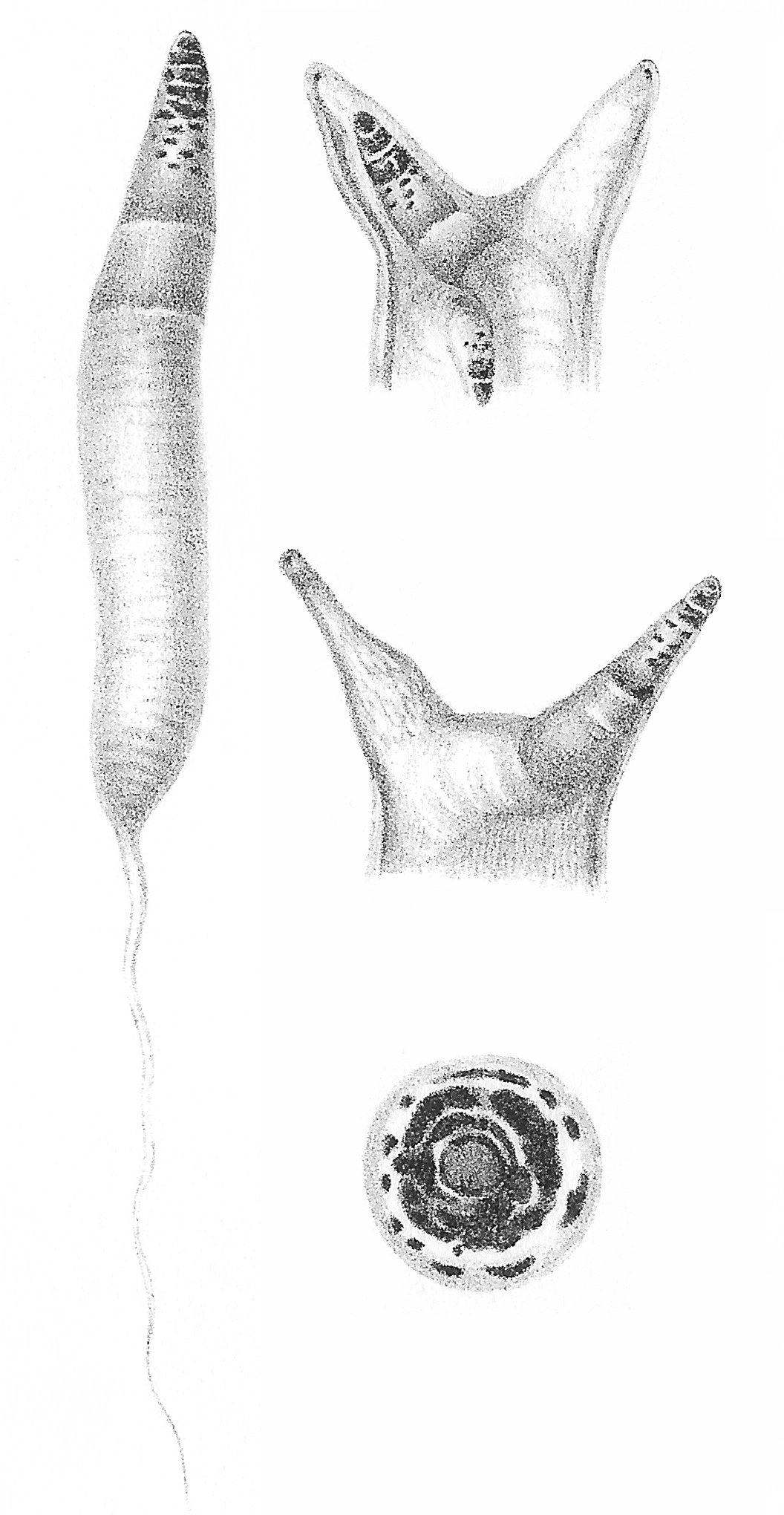
ブルードサック（ロイコクロリディウムのスポロシスト）の例
種は L. paradoxum。左が単独のもの、右上がカタツムリの触角の内部、右中が触角の外観、右下が正面から見た図。

ロイコクロリディウム / レウコクロリディウム（学名：Leucochloridium）は、吸虫の属の一つ、寄生虫の一種である。カタツムリの触角に寄生してイモムシのように擬態し、だまされた鳥がこれを捕食し、鳥の体内で卵を産み、鳥の糞と共に卵が排出され、その糞をカタツムリが食べて再びカタツムリに侵入する。

## 名称
属名は "leuco-" は、「白い」を意味する古代ギリシア語 "λευκός（leukós）と、「淡緑色」を意味する古代ギリシア語 "χλωρός（khlōrós）に、指小辞である-idium が付いたものである。

## 生態
一般に寄生虫というのは、中間宿主にこっそり隠れており、最終宿主がこれを気付かず食べることが多い。しかし、ロイコクロリディウムは、最終宿主に食べられるよう積極的に中間宿主を餌に似せるところに特徴があり、すなわちこの特徴は攻撃擬態(aggressive mimicry) の一種である。
この吸虫の卵は鳥の糞の中にあり、カタツムリが鳥の糞を食べることでカタツムリの消化器内に入り込む。カタツムリの消化器内で孵化して、ミラシジウムとなる。さらに中に10から100ほどのセルカリアを含んだ色鮮やかな細長いチューブ形状のスポロシスト（ブルードサック〈broodsac〉と呼ばれる）へと成長し、カタツムリの触角に移動する。なお、ブルードサックは1つの寄生虫ではなく、動かない粒状のセルカリア（幼虫）を多数内包した筋肉の袋にしか過ぎない。また、このイモムシ状のブルードサックは宿主が死ななければ、多数（10前後）見つかる場合がある。
袋であるブルードサックは激しく脈動するが、その運動方法や制御方法はまだ分かっていない。ブルードサックが触角に達すると、異物を感じたカタツムリは触角を回転させて、その触角が、あたかも脈動するイモムシのように見える。このような動きを見せるのは主として明るい時であり、暗いときの動きは少ない。また、一般のカタツムリは鳥に食べられるのを防ぐために暗い場所を好むが、この寄生虫に感染したカタツムリは、おそらく視界が遮られることが影響して、明るい所を好むようになる。これをイモムシと間違えて鳥が捕食し、鳥の消化器内でブルードサックからセルカリアが放出され、成虫であるジストマ（吸虫）へと成長する。つまり、カタツムリは中間宿主であり、鳥が最終宿主である。
本属のジストマは、扁形動物らしく長く扁平な体をしており、腹に吸盤がある。鳥の直腸に吸着して暮らし、体表から鳥の消化物を吸収して栄養としている。無性生殖が可能であるが、雌雄同体で交尾もできる。鳥の直腸で卵を産み、その卵は糞と共に排出され、またカタツムリに食べられることで生活環を完成させる。
日本では、旭川医科大学の研究により、北海道からL. perturbatum と L. paradoxum が（1980年代から頻繁に）発見されており、前者は内陸部に、後者は沿岸部に多くの分布が見られる。また、沖縄本島の豊見城からは未記載種が発見されており、近隣の台湾で発見されている L. passeri とほぼ同種である。

## 分類
ここでの本属の記述は、ラテン語音写形とする（※それでも、原音準拠の形と慣習的音写形があるなど、複数の語形を記載することになる。）。そうでないと本属の種小名や近縁種の学名との整合性が取れない不統一な音写形になってしまい、いたずらに混乱を招きかねないからである。

### 上位分類
- Familia Leucochloridiidae Poche, 1907　レウコクロリディウム科
  - Genus Dollfusinus Biocca et Ferretti, 1958　デルフシヌス属
  - Genus Leucochloridium Carus, 1835　レウコクロリディウム属
  - Genus Neoleucochloridium Kagan, 1952　ネオレウコクロリディウム属
  - Genus Urogonimus Monticell, 1888　ウロゴニムス属
  - Genus Urorygma Braun, 1901　ウロリュグマ属（ウロリグマ属）
  - Genus Urotocus Looss, 1899　ウロトクス属

### 下位分類
ブルードサックの色彩や模様に基づいた種別も可能ではあるが、ジストマはほとんど区別がつかないため、DNAバーコーディングによる同定が必要である。
- Genus Leucochloridium Carus, 1835　レウコクロリディウム属
  - Leucochloridium caryocatactis (Zeder, 1800)　レウコクロリディウム・カリュオカタクティス（カリオカタクティス）
  - Leucochloridium fuscostriatum Robinson, 1948　レウコクロリディウム・フスコストリアトゥム
  - Leucochloridium holostomum (Rudolphi, 1819)　レウコクロリディウム・ホロストムム
  - Leucochloridium melospizae　レウコクロリディウム・メロスピザエ
  - Leucochloridium paradoxum Carus, 1835　レウコクロリディウム・パラドクスウム（パラドクスム）：タイプ種。単独解説あり。
  - Leucochloridium passeri　レウコクロリディウム・パッセリ
  - Leucochloridium perturbatum Pojmanska, 1969　レウコクロリディウム・ペルトゥルバトゥム
  - Leucochloridium phragmitophila Bykhovskaja-Pavlovskja et Dubinina, 1951　レウコクロリディウム・プラグミトピラ（フラグミトフィラ）
  - Leucochloridium vogtianum Baudon, 1881　レウコクロリディウム・ウォグティアヌム（ヴォグティアヌム）
  - Leucochloridium variae McIntosh, 1932　レウコクロリディウム・ワリアエ（ヴァリアエ）：単独解説あり。

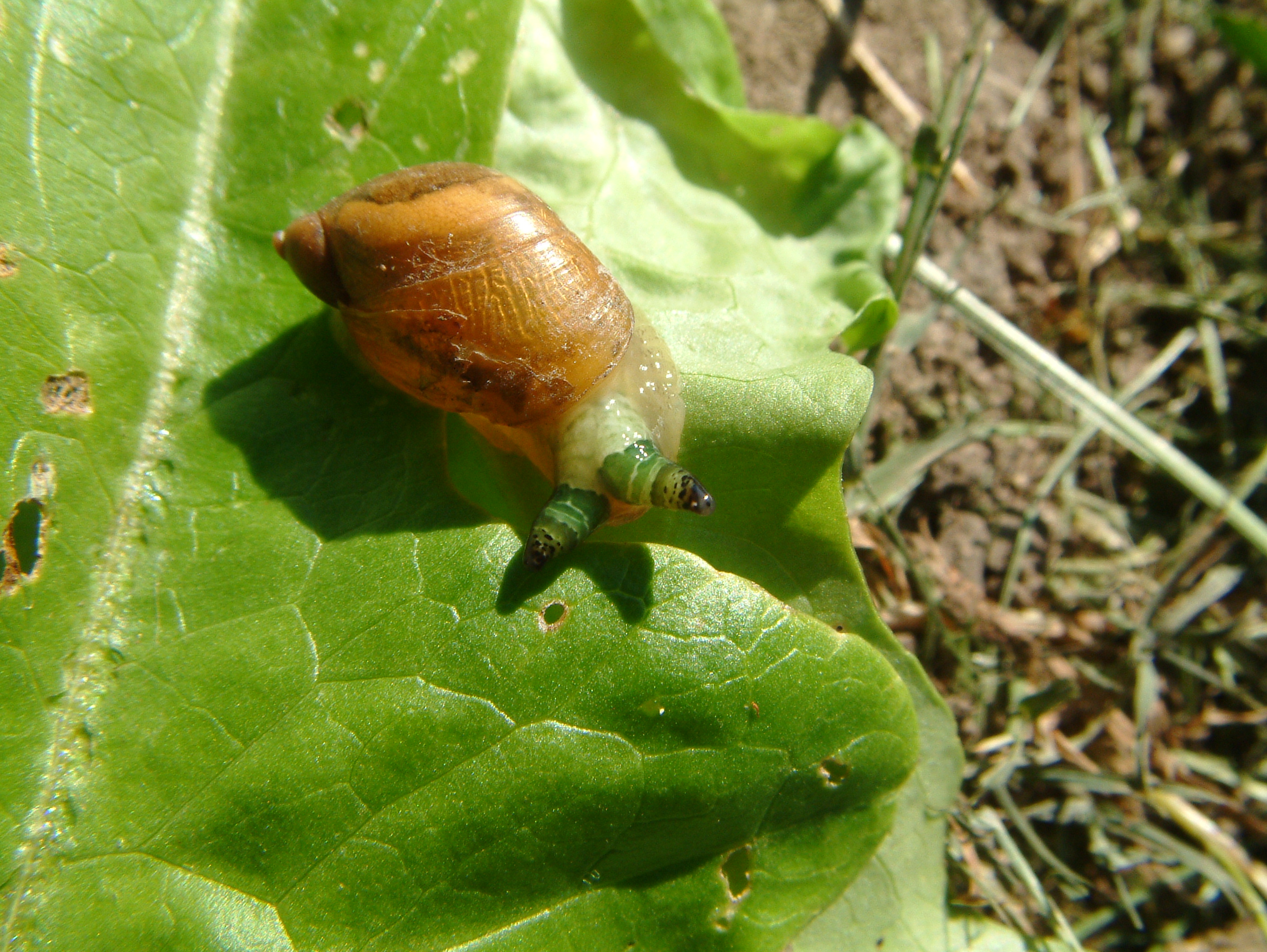
Urogonimus macrostomus（シノニム：Leucochloridium macrostomum）に寄生されたオカモノアラガイ

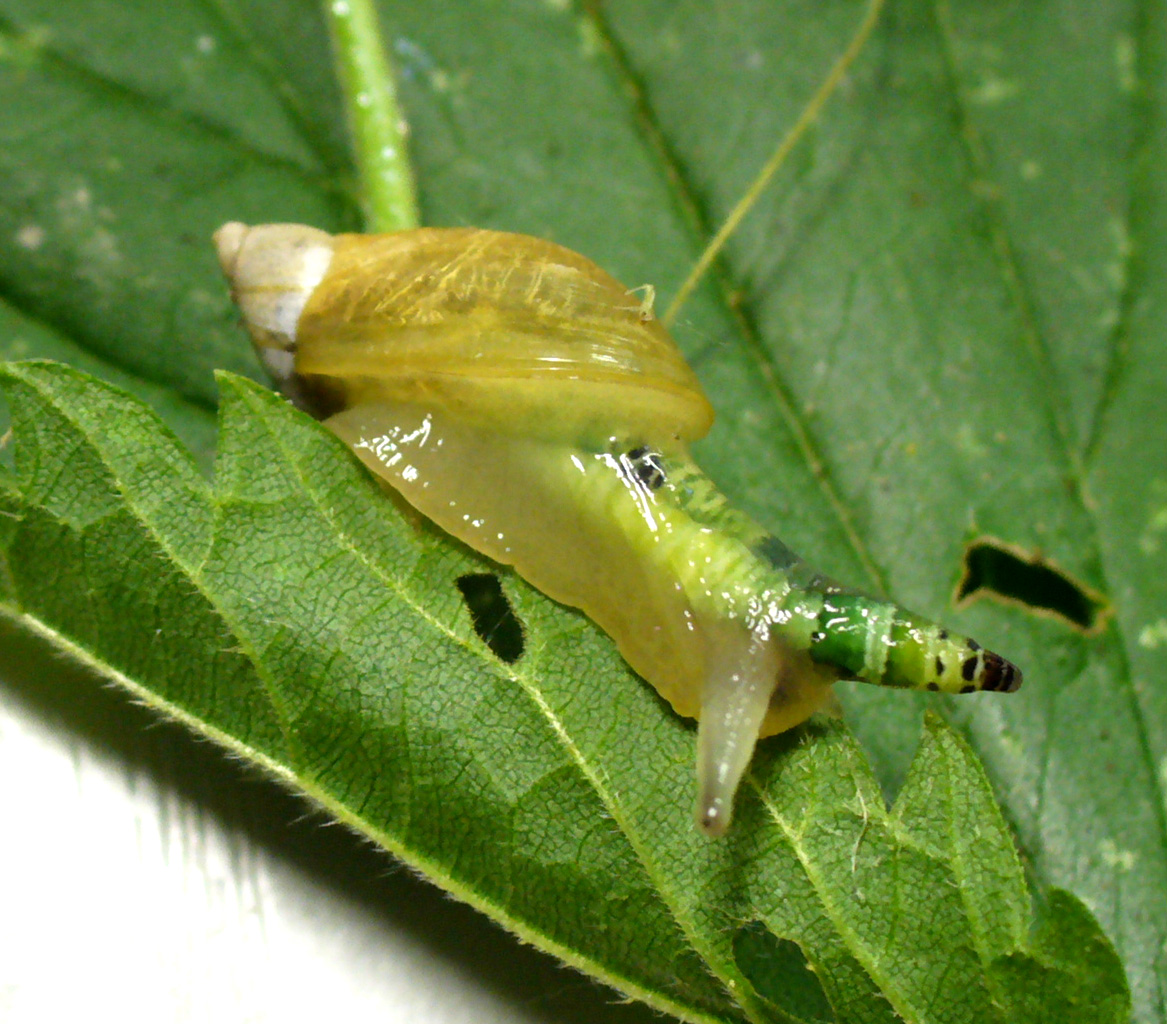
L. paradoxum に寄生された

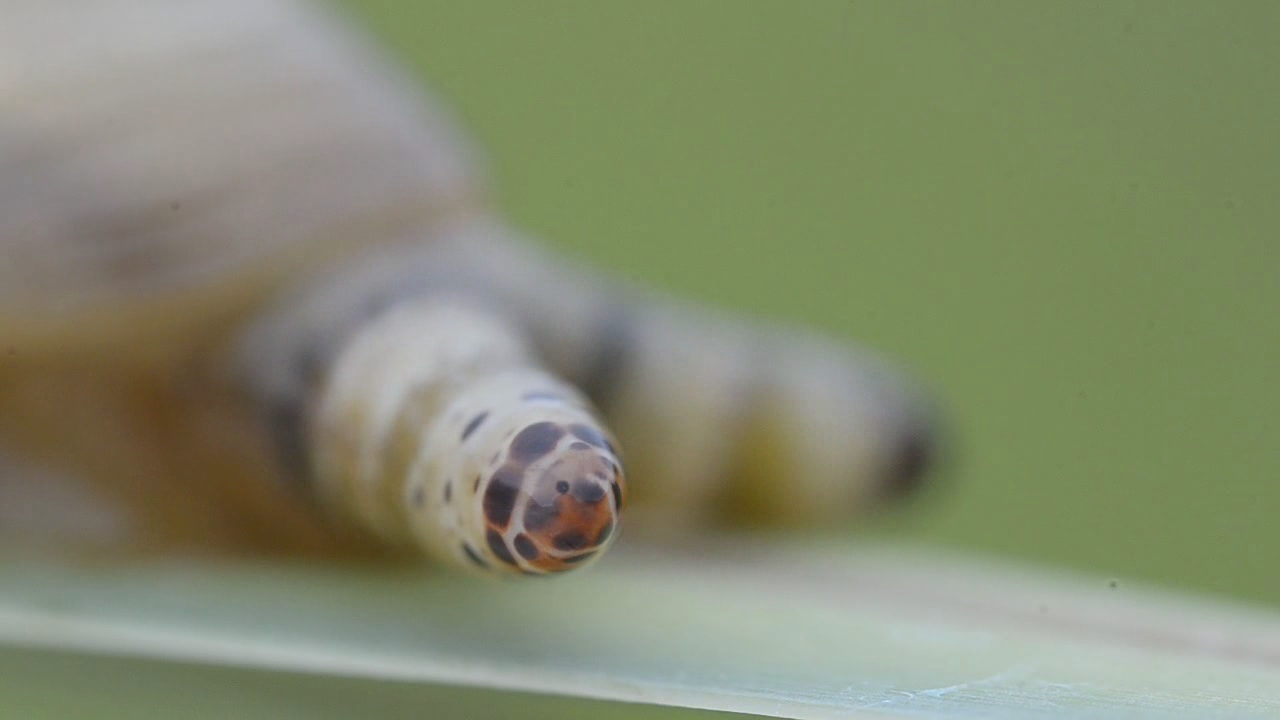
モノアラガイの触角に現れた L. variae のブルードサック

また、同じレウコクロリディウム科（ロイコクロリディウム科）のウロゴニムス属 (Urogonimus) に分類されている Urogonimus macrostomus Rudolphi, 1802（ウロゴニムス・マクロストムス）（■右列に画像あり）を本属（レウコクロリディウム属）に分類して Leucochloridium macrostomum (Rudolphi, 1802)（レウコクロリディウム・マクロストムム）とする学説もある。

#### Leucochloridium paradoxum
レウコクロリディウム・パラドクスウム（ロイコクロリディウム・パラドクスウム）は、タイプ種である。
ドイツ人医師カール・グスタフ・カルスによって、ドレスデン近くのピルニッツにあるエルベ川の島から採取されたスポロシストに基づき、1835年に記載された。本属を本属として記載したのはカルスによる本属と本種の記載が最初であったが、のちには、1835年より早くに他属名で記載されていた caryocatactis 種（1800年原記載）と holostomum 種（1819年原記載 Distoma holostomum）が本属に再分類されている。
本種は、最初の発見地であるドイツのほかにも、オランダ、イギリス、デンマーク、スウェーデン、ノルウェー、ポーランド、ベラルーシ、ロシアのサンクトペテルブルク地域、日本の北海道で見付かっている。また、南半球で唯一の例として、南アメリカのロビンソン・クルーソー島で発見されたレウコクロリディウムは本種と考えられており、セミスラッグを中間宿主にしている。
北半球における中間宿主は、オカモノアラガイの1種である Succinea putris （■右列に画像あり）とSuccinea lauta が確認されている。また、南半球のものが同種であれば、確認された中間宿主はOmalonyx gayana である (cf. Omalonyx)。最終宿主は鳥類全般であり、キンカチョウから見つかった例がある。

#### Leucochloridium variae
レウコクロリディウム・ワリアエ（ロイコクロリディウム・ヴァリアエ）は、北アメリカに棲む。アメリカ合衆国のアイオワ州・ネブラスカ州・オハイオ州などで見つかっている。
中間宿主は Novisuccinea ovalis （オカモノアラガイ科の一種）である。最終宿主は、コマツグミ、カモメ、キンカチョウなど。

## 関係者
- Karl Asmund RUDOLPHI ；カール・ルドルフィ（カール・アズムント・ルドルフィ）- ドイツの博物学者。「寄生蠕虫学（英語版）の父」と称される。L. holostomum の原記載者。1819年に記載。
- Carl Gustav CARUS ；カール・グスタフ・カルス - ドイツの医師。本属とタイプ種 L. paradoxum の記載者。1835年に記載。
- Franz POCHE ；フランツ・ポシェ（フランス語版） - オーストリアの博物学者。レウコクロリディウム科の記載者。1907年に記載。
- Herbert Christopher ROBINSON ；ハーバート・C・ロビンソン（英語版）（ハーバート・クリストファー・ロビンソン）- イギリスの動物学者で鳥類学者。L. fuscostriatum の記載者。1948年に記載。

- Minoru NAKAO ；中尾 稔 - 日本の代表的論文の筆頭著者。寄生虫学者。旭川医科大学医学部所属。
  - “中尾 稔”. KAKEN.  文部科学省、日本学術振興会. 2022年8月7日閲覧。
  - “佐々木 瑞希”. KAKEN.   文部科学省、日本学術振興会. 2022年8月7日閲覧。
  - “脇 司”. KAKEN.   文部科学省、日本学術振興会. 2022年8月7日閲覧。
  - “巖城 隆”. KAKEN.   文部科学省、日本学術振興会. 2022年8月7日閲覧。
  - “森井 悠太”. researchmap.  科学技術振興機構 (JST). 2022年8月7日閲覧。
  - “浅川 満彦”. researchmap.   科学技術振興機構 (JST). 2022年8月7日閲覧。

## 記載論文
- Carus, Carl Gustav (1835). “Beobachtung über einen Merkwürdigen Schöngefärbten Eingeweidewurm, Leucochloridium Paradoxum Mihi, und dessen Parasitische Erzeugung in einer Landschnecke, Succinea Amphibia Drap. Helix Putris Linn” (ドイツ語). Nova Acta Physico-Medica. Academiae Caesareae Leopoldino Carolinae Naturae Curiosorum 17 (2, pt. 1):  85-100 2022年8月7日閲覧。.cf. WoRMS
  - 記載された属：Leucochloridium Carus, 1835
  - 記載された種：Leucochloridium paradoxum Carus, 1835

## 関連文献
論文
- Lewis Jr., Paul D. (April 1974). “Helminths of Terrestrial Molluscs in Nebraska. II. Life Cycle of Leucochloridium variae McIntosh, 1932 (Digenea: Leucochloridiidae)” (英語). Journal of Parasitology (Allen Press（英語版）) 60 (2):  251-255.
  - A parasite for sore eyes - デイリー・ミラーの記事[リンク切れ]